# Limită (matematică)
În analiza matematică, prin limită a unei funcții într-un punct din domeniul de definiție se înțelege o valoare de care valoarea funcției se apropie oricât de mult atunci când valoarea de intrare (argumentul funcției) se apropie suficient de mult de punctul în care se caută limita.
În limbajul curent, înțelesul obișnuit al termenului limită este acela de graniță, frontieră, hotar; figurativ, prin limită se înțelege un punct până la care pot ajunge posibilitățile sau mijloacele cuiva. În matematică, limita unui șir sau limita unei funcții într-un punct este un număr.

## Istoric
Conceptul de limită a unei funcții într-un punct își are rădăcinile în secolele al XVII-lea și al XVIII-lea când Isaac Newton a definit viteza instantanee ca limită a  vitezei medii (limita raportului de diferențe finite dx/dt), iar Gottfried Leibniz a definit panta unei curbe într-un punct ca limita pantelor secantelor ce trec prin acel punct. Definiția riguroasă a limitei unei funcții într-un punct a fost formulată de Karl Weierstrass, folosind conceptul de vecinătate a unui punct.

## Necesitatea conceptului
Atât în natură cât și în societate, o multitudine de fenomene și procese se supun unor legi care pot fi modelate matematic în raport cu una sau mai multe variabile. Este nevoie de cunoașterea evoluției acestor fenomene, evoluție care exprimată cantitativ implică evidențierea unor creșteri sau descreșteri, a unor valori numerice între care acestea se manifestă, a unor continuități sau discontinuități. Aceste aspecte calitative și cantitative își pot găsi ilustrarea într-o reprezentare grafică, fapt care necesită studierea conceptelor de funcții continue și funcții derivabile, care au ca element fundamental în definirea lor, noțiunea de limită a unei funcții într-un punct.

## Limită a unui șir
Considerând următorul șir: 1.79, 1.799, 1.7999,... , se observă că numerele tind către 1,8, limita șirului.
Fie x1, x2, ... un șir de numere reale.
Prin definiție L este limita șirului și se scrie
{\displaystyle \lim _{n\to \infty }x_{n}=L}
dacă pentru orice număr real ε > 0 există un număr natural n0 astfel încât pentru orice n>n0, avem: |xn − L| < ε.

## Calculul limitelor
Calcularea limitelor de funcții presupune cunoașterea modalităților pentru determinarea limitelor funcțiilor elementare, cunoașterea limitelor remarcabile și a algoritmilor pentru eliminarea nedeterminărilor ce pot apărea în acest context.